# Charles de La Porte
Pour les articles homonymes, voir La Porte.
Charles II de La Porte (né en 1602 à Paris, mort le 8 février 1664 à Paris), fils de Charles Ier de La Porte (fils de François de La Porte et de sa deuxième femme Madeleine Charles du Plessis-Piquet) et de Claude de Champlais, marquis puis 1er duc de La Meilleraye et pair de France, baron de Parthenay et de Saint-Maixent, comte de Secondigny, seigneur du Boisliet, de La Lunardière, de La Jobelinière, de Villeneuve, est un gentilhomme et militaire français du XVIIe siècle. 
Il est fait maréchal de France en 1639.

## Biographie
Originaire du Poitou, il se retrouve très tôt orphelin et comme son cousin germain le cardinal de Richelieu, il est recueilli par leur oncle Amador de La Porte, Grand prieur de France, qui assure leur éducation (Suzanne de La Porte, fille de François de La Porte et de sa première femme Claude Bochard, demi-sœur d'Amador et de Charles Ier de La Porte, épouse François IV du Plessis de Richelieu : ils sont les parents du cardinal de Richelieu).
Il épousa en 1630 Marie Coiffié de Reuzé (ou Ruzé) d'Effiat, fille du maréchal Antoine Coëffier de Ruzé d'Effiat et sœur de Cinq-Mars, dont il aura un fils, Armand-Charles de la Porte, 2e duc de La Meilleraye, époux en 1661 d'une nièce de Mazarin, Hortense Mancini.
Lieutenant général de Bretagne en 1632, il est nommé gouverneur de Nantes, dont il laissera s'échapper le cardinal de Retz en 1654. Il est régulièrement présent sur les champs de bataille et acquiert la réputation d'être le meilleur général pour les sièges; on le surnommait « le preneur de villes ». Il est nommé la même année grand maître de l'artillerie de France, et loge de ce fait dans l'hôtel des grands maîtres de l'Arsenal de Paris où il fait entreprendre divers travaux et aménagements décoratifs, dont un appartement pour son épouse, toujours visible aujourd'hui.  
En 1635, il est lieutenant général des armées du roi. 
En 1636, le cardinal de Richelieu le dépêche à Port-Louis pour rendre la citadelle de la ville inexpugnable; il dira du marquis de La Meilleraye qu'il est « un des hommes du plus grand mérite, de la plus constante faveur et le plus comblé de son temps ».
Il s'empare d'Hesdin en 1639 puis, ayant fait sa jonction avec Maillé-Brezé après la chute de Lens (1641), il ravagea  les faubourgs de Lille et mit le siège devant Bapaume, qui se rendit le 18 septembre 1641. Du 4 novembre 1641 au 9 septembre 1642, il conduit le siège de Perpignan, qui finit par se rendre.
Veuf, il épouse en 1637 Marie de Cossé, fille de François de Cossé-Brissac, qui lui apporta en dot 400 000 livres et le gouvernement de Port-Louis.
Le 29 juin 1639, Louis XIII le fait maréchal de France "sur la brèche" de la ville de Hesdin.
En 1641, il achète la baronnie de Parthenay. Nommé surintendant des Finances en 1648, il reste un des fidèles de la royauté durant les troubles de la Fronde.
En 1653, il légitima le fils qu'il avait eu de Catherine Fleury, Charles de Montgogué. En 1654 son nom figure sur la plaque du dépôt de fondation du couvent des Capucins de Quimperlé à côté de celui de l'évêque de Cornouaille monseigneur René du Louët de Coëtjunval
En 1663, un an avant sa mort, Louis XIV érige en duché-pairie ses terres de Parthenay et de Gâtine, sous le nom de duché de La Meilleraye, fondé sur Parthenay et l'actuelle commune de Beaulieu-sous-Parthenay (Deux-Sèvres) ; cet immense domaine fut morcelé et le château abandonné tomba en ruines à la fin du XVIIIe siècle.
Le nouveau duc de La Meilleraye ne manquait ni d'habileté, ni de finesse politique; avant même l'instauration de la Compagnie des Indes, il conçut l'audacieux projet de coloniser Madagascar, alors appelée l'Île Dauphine, et fonda sa propre compagnie de commerce maritime.
Un portrait peint du maréchal de La Meilleraye attribué à l'école de Philippe de Champaigne a figuré à la vente du 6 juin 2011 à Drouot (n°42 du catalogue).
Son buste en marbre (62 cm) par Louis Lerambert fait partie de la série de cinq commandée par Louis XIV afin d'honorer ses grands serviteurs, exécutés entre 1664 et 1672; l'œuvre - l'artiste fit également un buste du cardinal Mazarin - orna le Palais Brion en 1692 puis la salle des antiques du palais du Louvre "jusqu'en 1754 au moins" a disparu.